# 卡莫隆魮
卡莫隆魮（学名：Barbus kamolondoensis）為輻鰭魚綱鯉形目鯉科魮屬的其中一個種。該物種於1938年由Max Poll描述，主要分布於非洲剛果河上游流域，體長可達9.4公分。

## 扩展阅读
維基物種上的相關：卡莫隆魮